# NGC 3909
NGC 3909 is een open sterrenhoop in het sterrenbeeld Centaur. Het hemelobject werd op 1 maart 1835 ontdekt door de Britse astronoom John Herschel.

## Synoniemen
- ESO 217-SC8